# Ytterby gamla kyrka
Ytterby gamla kyrka var en kyrkobyggnad i Ytterby, Kungälvs kommun som nu är en ruin. Den var före 1870 församlingskyrka i Ytterby församling. 
Kyrkan uppfördes på 1100-talet i romansk stil med rakslutet kor på dåvarande norsk mark. Sägnen förtäljer att kyrkan uppfördes av Sankt Olof, så det är inte osannolikt att denna stenkyrka har föregåtts av en äldre på 1000-talet tillkommen träkyrka. Stenkyrkan ombyggdes och försågs med tresidig koravslutning 1699.

## Sankt Halvards kyrka
Den kallades länge för Sankt Halvards kyrka eftersom den var helgad åt Sankt Halvard, sjöfartens helgon. Kyrkan låg nära Nordre älv och havet. Sankt Halvard var också skyddshelgon för Oslo domkyrka, vilken var stiftskyrka för dåvarande Ytterby socken. I livstiden var Halvard köpman i Drammen, som led martyrdöden och som jämte Sankt Olof ansågs vara det mest verkande helgonet i Norge. I nordvästra hörnet av kyrkoruinen sitter en sten med två skulpterade människohuvuden, daterad till tidig medeltid. Den anses föreställa Sankt Halvard och den kvinna som han försökte rädda
vid Drammensfjorden, vilket ändade i att han själv dränktes i densamma. Enligt en sägen ska jorden gå under när stenen med huvudena når marken, vilken den kommer att göra ifall inga antikvariska skyddsåtgärder görs, ty grundförhållandena medför att murarna sätter sig och alltså sakta sjunker under jordytan.

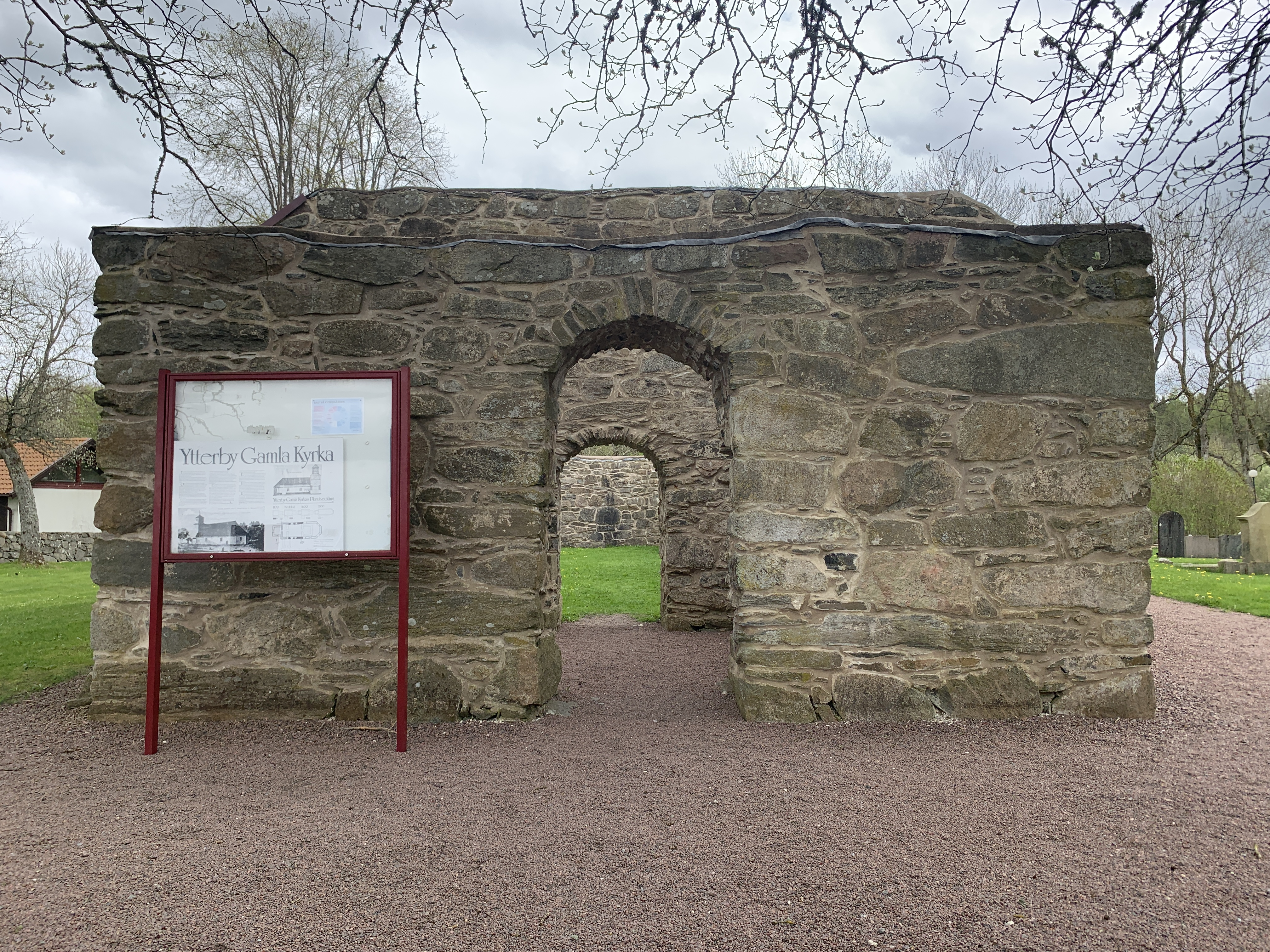
Första konserveringen av kyrkoruinen skedde 1927 och nästa 1954. Dessa krävs regelbundet för att Ytterby gamla kyrkas ruin inte ska helt falla ihop till en grus- och stenhop, samt för att besökare ej blir skadade i samband med besök vid ruinen och på kyrkogården.

## Medeltida träskulpturer
Av de medeltida träskulpturerna från Ytterby gamla kyrka återstår åtminstone två processionskrucifix av trä, båda sannolikhet från 1400-talet. Det första hittas i dag på Göteborgs stadsmuseum. Det tillhör, av Kristusgestaltens utseende att döma, tiden närmast före 1400-talets mitt. Processionskrucifixet av ek har höjden 1 meter och bredden 79 centimeter. Det är väl bevarat med undantag för korsets vänstra ändplatta och är helt övermålat med gråvit färg. Ländklädet är blått. Det andra processionskrucifixet har höjden 110 centimeter och Kristusbilden är av sen 1400-talstyp, men korset modernt.

## Ytterby-duken
| Kyrkans interiör mot koret och ingången. |  | Kyrkans interiör mot koret och ingången. |
| Kyrkans interiör mot koret och ingången. |  |                                          |

På Göteborgs stadsmuseum finns numera flera av Ytterby gamla kyrkas lösa inventarier, bland annat en nummertavla från 1700-talet, ett votivskepp från 1600-talet, en 219 cm lång kyrkvakarstav och ett målat glasfönster med inskriften Gytte Gyldenstern och med en avbildning av ätten Gyldensterns vapensköld. Dock torde Ytterby-duken vara det mest intressanta inventariet, även om man egentligen inte vet så mycket om dess tidigare historia, fast man antar att den vita linneduken broderades med bomullsgarn under senmedeltiden för att användas antingen som altarduk, fasteduk (vilken man under fastan hängde framför koret för att menigheten ej skulle kunna se in) eller brudpäll. De nuvarande måtten är 223 x 103 cm, bristen på bård vid ena kortsidan anger att den tidigare varit längre. På långsidorna hittas mycket skadade latinska texter, men som man har tolkat en gång i tiden har lytt Agnus dei pui tollit peccata mundi och Ora pro nobis, mater dei virgo Maria. En tillbedjan till Guds lamm respektive jungfru Maria. Dessutom finns en kraftig stam på duken där människor och djur avbildas på dess grenar.

## Övriga inventarier

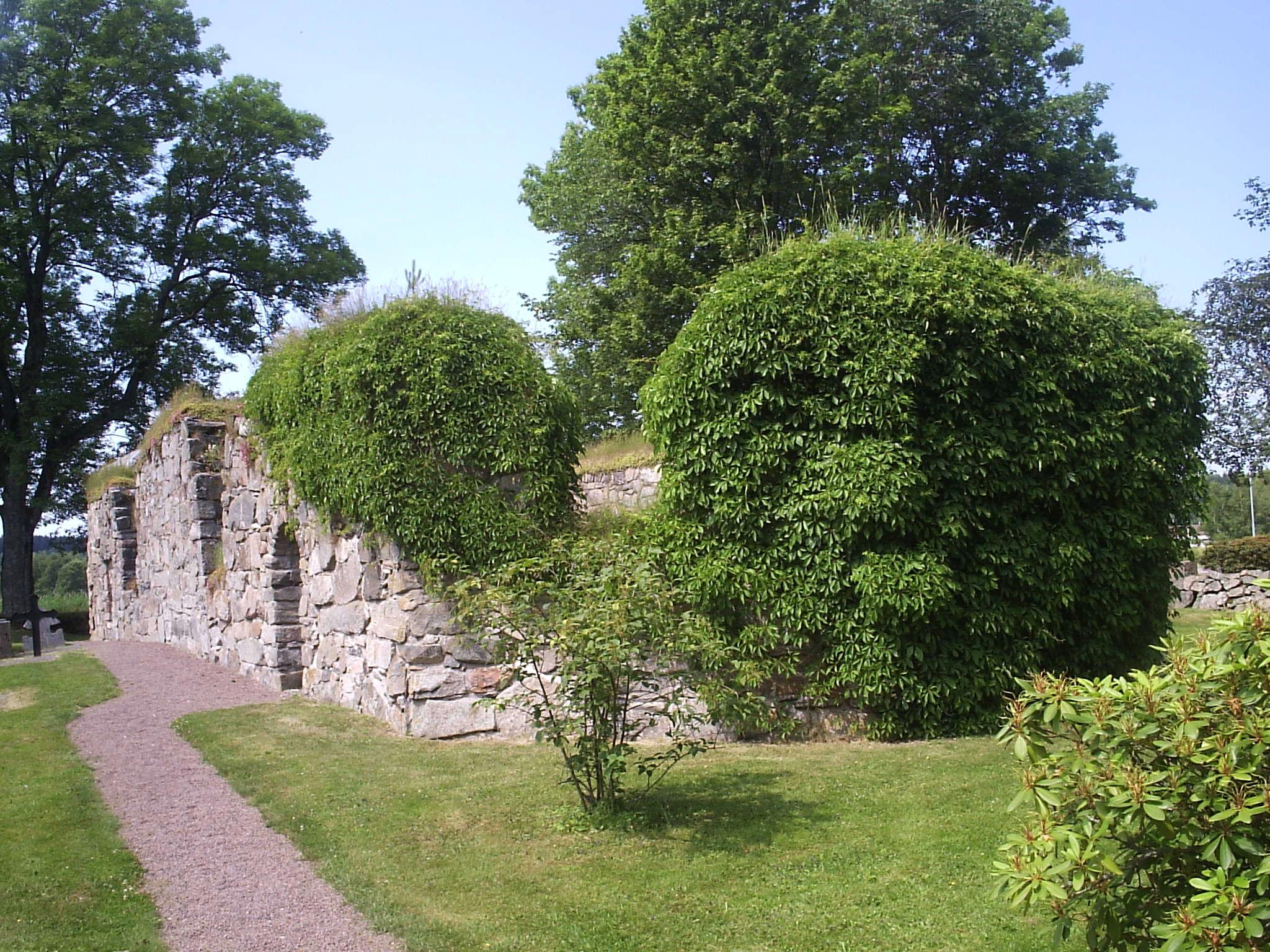
Södra kyrkomuren med koret, där diktaren Gustaf Fröding placerade en dagdrömmande Sigurd Jorsalafarare.

En stor del av den gamla kyrkans inventarier hittas även i nuvarande kyrkan i Ytterby, bland annat en Mariabild från en äldre altaruppsats, så också en dopfunt i ek med en sexsidig skål prydda med utskurna lejonhuvuden från slutet av 1600-talet och en predikstol, tillverkad av bildhuggaren Johan Petter Weber i Göteborg 1741. Ett nattvardskärl och storklockan i kyrktornet i dagens kyrka har sitt ursprung i den gamla. Delar av det gamla läktarskranket hittas både i Ytterby kyrka och på stadsmuseet i Göteborg, medan tvenne ljuskronor, en bänkdörr och en kyrkkista ägs av privatpersoner.

## Erik Grijs takmålningar
Fyra år efter kyrkans tillbyggnad 1699 målades taket av göteborgskonstnären Erik Eriksson Grijs, som fyllde detsamma med ornament i svart och vitt, samt av änglar avbildade endast till midjan. Symbolen för treenigheten befann sig över koret och Jerusalem med tvenne änglar över läktaren. Dessutom hittades i kyrkan bilder föreställande Kristi förklaring, alla de tolv apostlarna och Antikrists fall med mera. Många motiv varvade med bibliska uttryck på svenska eller hebreiska. Grijs verkar ha målat över äldre målningar i kyrkan. Den del av läktarskranket som finns bevarat på Göteborgs stadsmuseum synes ha rester kvar av gamla målningar före sekelskiftet 1700, medan den del som finns i Ytterby kyrka saknar målningar helt. Grijs egna målningar försvann i samband med kyrkans rivning, då virket försåldes.

## Kyrkan som ruin
Den nya Ytterby kyrka, som invigdes 20 november 1870, uppfördes nära järnvägsstationen i det växande samhället Ytterby och ligger längre inåt land än Ytterby gamla kyrka. Efter invigningen lät man den medeltida kyrkan förfalla, efter att inventarierna hade sålts eller flyttats till den nybyggda kyrkan. Numera är den forna Sankt Halvards kyrka en vacker och väl underhållen ruin. Vid sidan av de skulpterade ansiktena kan man på sydväggen beskåda en lång smal sten, som påminner om locket till en stenkista. Det sägs även att det är i koret av denna kyrka som Gustaf Fröding placerar kung Sigurd Jorsalafarare i sin dikt med samma namn, i författarens debutdiktsamling Gitarr och dragharmonika, utgiven 1891. Under avdelningen Likt och olikt kan man bland annat läsa om hur Sigurd Jorsalafarare sitter och dagdrömmer:
- Och yret piskar och stormen snor./Kung Sigurd sitter i tempelkor/och stirrar tungsint och folket tror,/att Sigurd lyssnar på psalmer./"Vår store hövding, vår gode kung,/hans hår har grånat, hans själ är tung!"/- Kung Sigurd drömmer, att han är ung,/kung Sigurd drömmer om palmer![7]

## Bilder

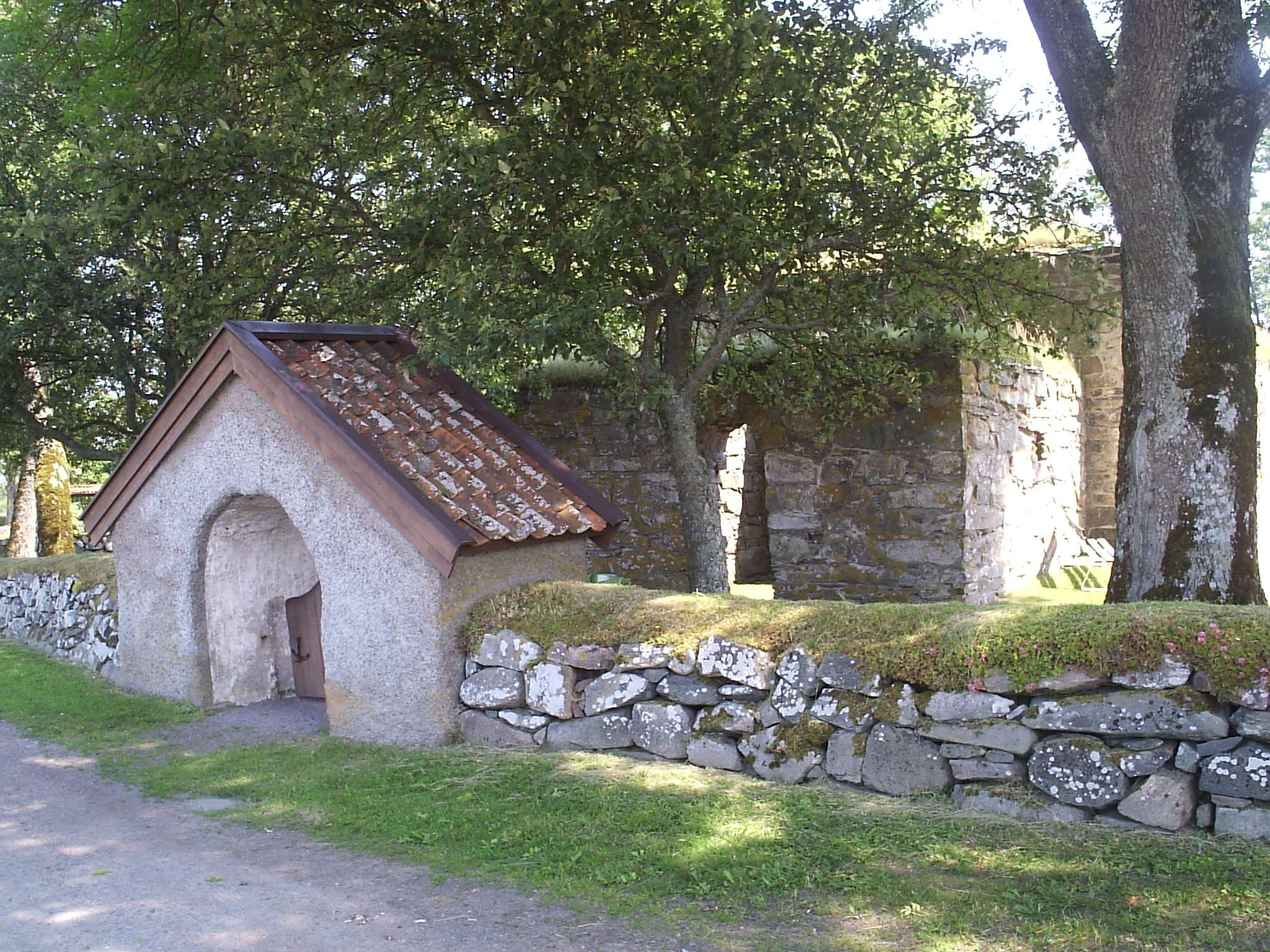
Stiglucka till Ytterby gamla kyrka. Det är som ett litet hus i kyrkogårdsmuren, med en port med portvalv genom vilken man går för att komma in på kyrkogården.
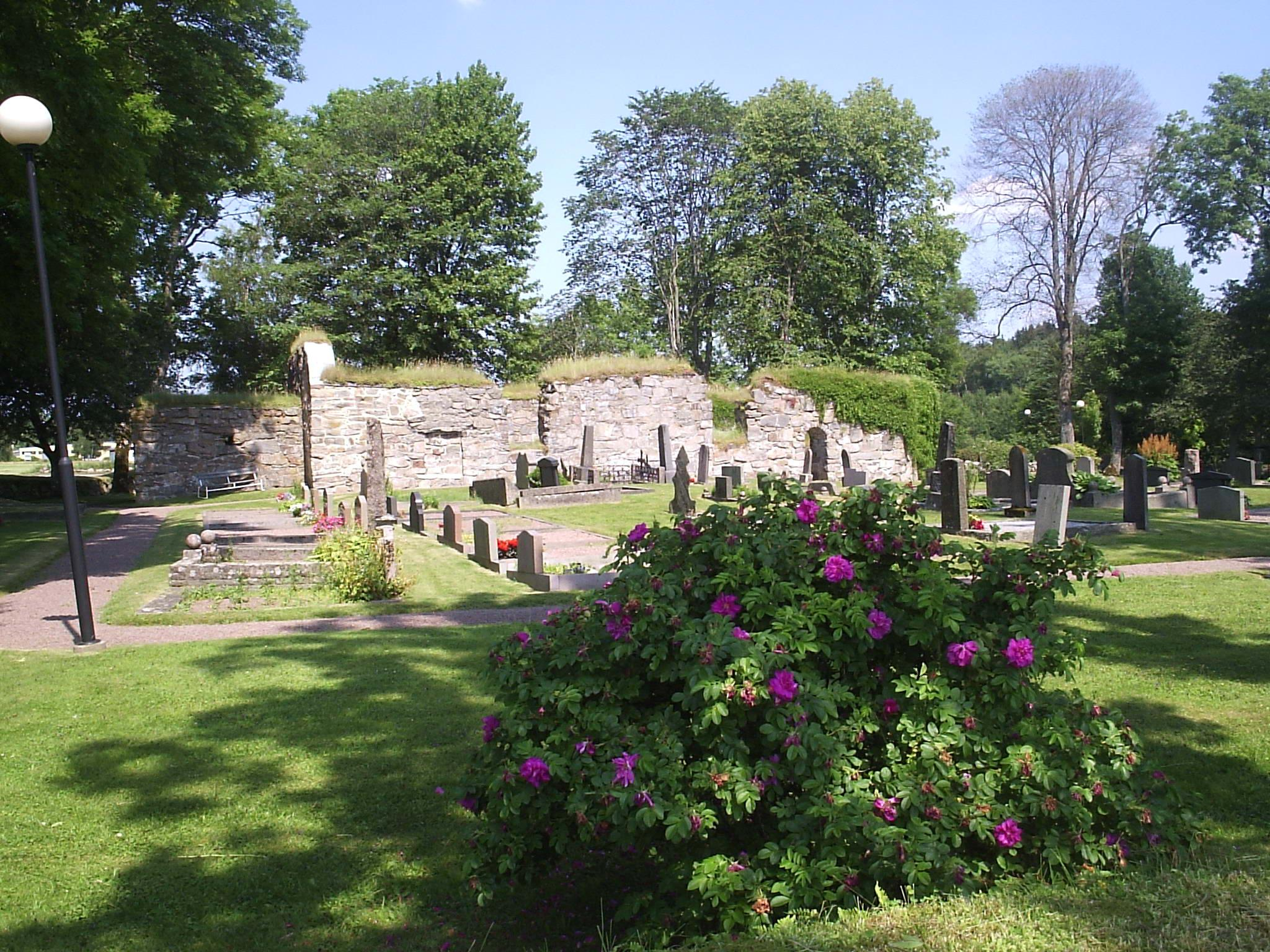
På kyrkogården hittas gravstenar från 1725 och framåt. Mest känd torde den vara som ligger norr om kyrkan och som är rest över fältläkaren Ferdinand Francois l'Aisné, född i Turin 1789 och död på Kastellegården i Ytterby socken den 27 februari 1817. Han tillhörde de italienska och fransk yrkessoldater som Karl XIV Johan förde med sig i kampanjen mot Norge 1814. Sägnerna säger att han dog i samband med slagsmål, men kyrkboken för år 1817 berättar att dödsorsaken var lungsot.
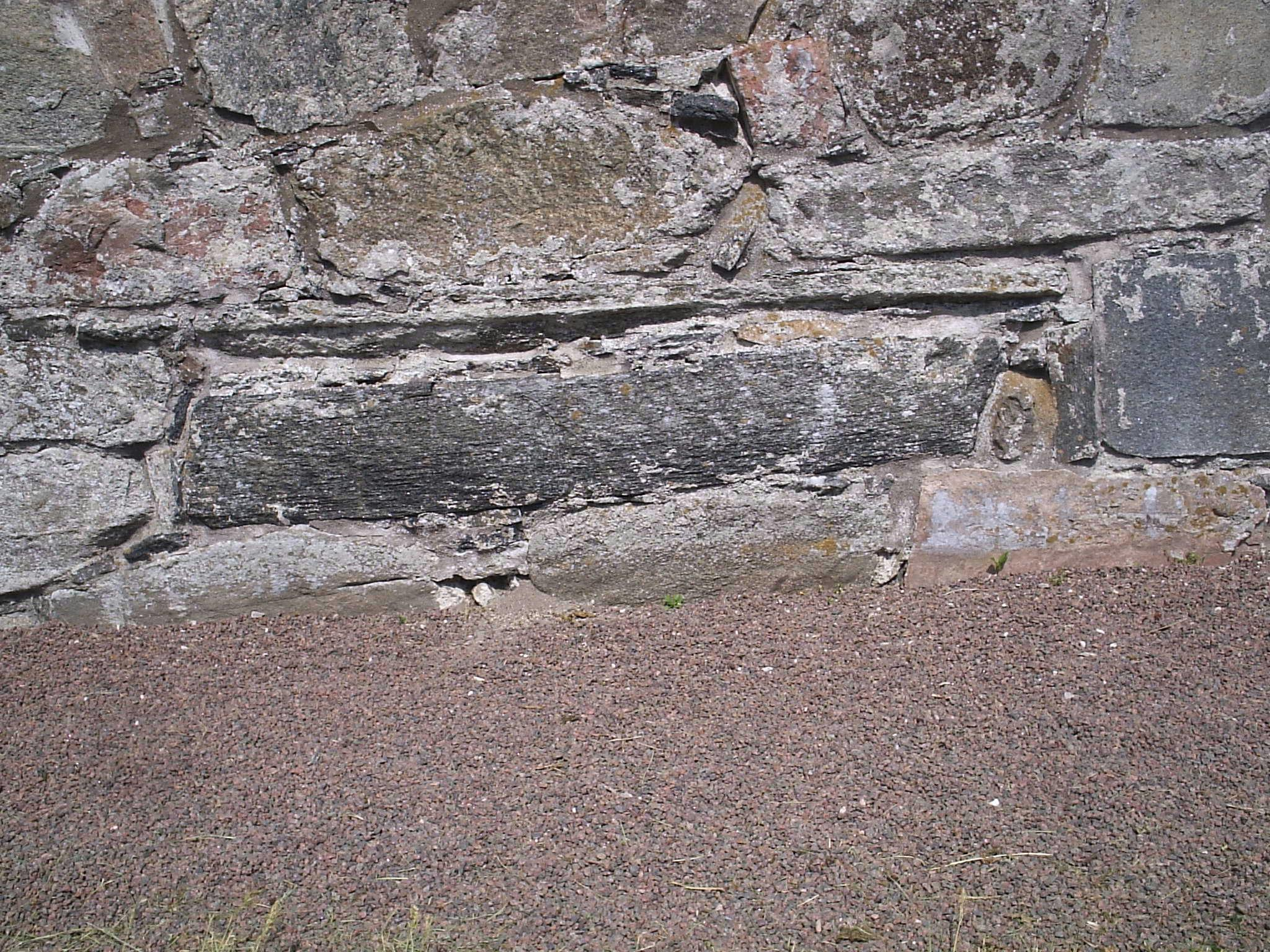
Kistan och locket som enligt lokalsägnen är inmurad i kyrkans södra sida, med tron att det förr begravdes en viktig person i kyrkomuren.
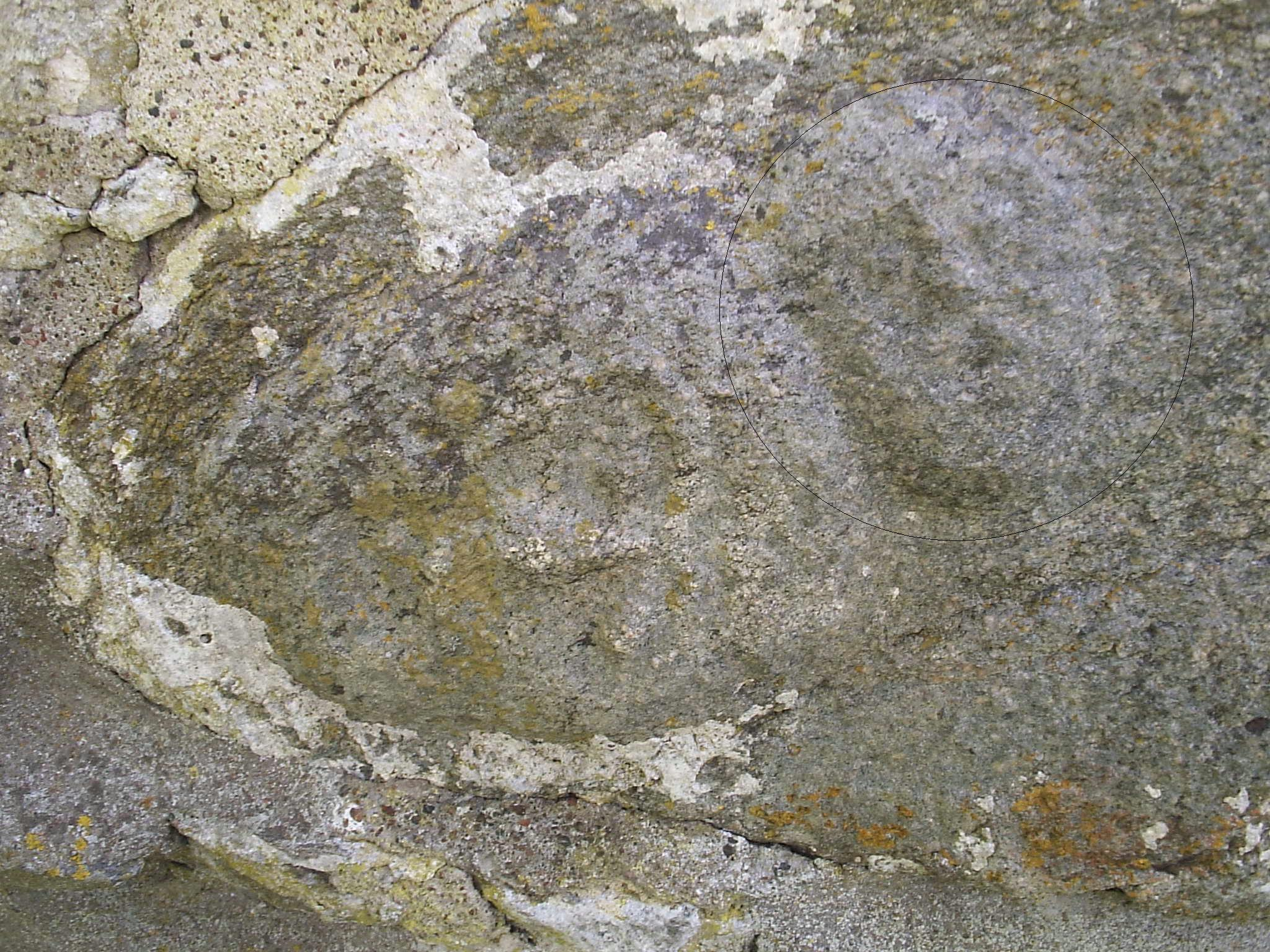
Sankt Halvardsstenen. Sankt Halvard är här omringad och det finns även en kvinna med till vänster på stenblocket, en kvinna som tillhör lokalsagan.